# Eleccions al Parlament de les Illes Balears de 1999
Les Eleccions al Parlament de les Illes Balears de 1999 se celebraren dia 13 de juny, juntament amb les eleccions municipals.
S'afrontaven amb el Partit Popular al Govern i les forces d'esquerra i UM al Consell de Mallorca
Els candidats a president del Govern varen ser:
- pel Partit Popular, Jaume Matas, que malgrat ser ja president se sotmetia per primera vegada al veredicte de les urnes.
- pel PSIB-PSOE, Francesc Antich.
- pel PSM-EN, Pere Sampol.
- per Unió Mallorquina, Maria Antònia Munar, presidenta del Consell de Mallorca.
- per Esquerra Unida-Els Verds, Eberhard Grosske.

## Resultats
Els comicis varen donar els següents resultats:
| ← Eleccions al Parlament de les Illes Balears 13 de juny de 1999 → |         |       |        |      |
| Parlament de les Illes Balears                                     |         |       |        |      |
| Partit                                                             | Vots    | %     | Escons | Dif. |
| Partit Popular (PP)                                                | 160.545 | 44,01 | 28     | -2   |
| Partit Socialista de les Illes Balears (PSIB-PSOE)                 | 80.327  | 22,02 | 13     | -3   |
| Pacte Progressista d'Eivissa (PACTE)                               | 16.161  | 4,43  | 6      | +6   |
| Partit Socialista de Mallorca (PSM-EN)                             | 42.748  | 11,72 | 5      | -1   |
| Unió Mallorquina (UM)                                              | 26.682  | 7,31  | 3      | +1   |
| Esquerra Unida-Els Verds (EU-EV)                                   | 19.793  | 5,43  | 3      | =    |
| Coordinadora d'Organitzacions Progressistes de Formentera (COP)    | 1.536   | 0,42  | 1      | +1   |
| Agrupación Social Independiente (ASI)                              | 2.368   | 0,65  |        |      |
| Coalición del Pueblo Balear (CPB)                                  | 1.643   | 0,45  |        |      |
| Agrupació Independent Popular de Formentera (AIPF)                 | 1.183   | 0,32  |        | -1   |
| Esquerra Republicana de Catalunya (ERC)                            | 1.106   | 0,30  |        |      |
| Unión Cívica Pitiusa (UCP)                                         | 954     | 0,26  |        |      |
| Esquerra Alternativa de les Illes Balears (EAIB)                   | 675     | 0,19  |        |      |
| Los Verdes-Grupo Verde (LV-GV)                                     | 643     | 0,18  |        |      |
| Socialdemòcrates pel Progrés (SPD)                                 | 641     | 0,18  |        |      |
| Unión del Pueblo Balear (UPB)                                      | 576     | 0,16  |        |      |
| Treballadors per la Democràcia (TD)                                | 473     | 0,13  |        |      |

A part, es comptabilitzaren 6.777 vots en blanc, 1,86% del total.

## Resultats per circumspcricions

### Mallorca
| ← Eleccions al Parlament de les Illes Balears, Mallorca 13 de juny de 1999 → |         |       |        |      |
| Circumscripció de Mallorca (33 escons)                                       |         |       |        |      |
| Partit                                                                       | Vots    | %     | Escons | Dif. |
| Partit Popular (PP)                                                          | 130.815 | 44,46 | 16     | =    |
| Partit Socialista de les Illes Balears (PSIB-PSOE)                           | 67.840  | 23,06 | 8      | =    |
| Partit Socialista de Mallorca (PSM-EN)                                       | 39.509  | 13,43 | 4      | -1   |
| Unió Mallorquina (UM)                                                        | 26.682  | 9,07  | 3      | +1   |
| Esquerra Unida-Els Verds (EU-EV)                                             | 17.403  | 5,91  | 2      | =    |
| Agrupación Social Independiente (ASI)                                        | 2.368   | 0,80  |        |      |
| Coalición del Pueblo Balear (CPB)                                            | 1.643   | 0,56  |        |      |
| Esquerra Republicana de Catalunya (ERC)                                      | 1.106   | 0,38  |        |      |
| Esquerra Alternativa de la Illes Balears (EAIB)                              | 675     | 0,23  |        |      |
| Socialdemòcrates pel Progrés (SDP)                                           | 641     | 0,22  |        |      |
| Coalició Treballadors per la Democràcia (TPD)                                | 473     | 0,16  |        |      |

A part, es varen recomptar 5.083 vots en blanc, que suposaven l'1,73% del total dels sufragis vàlids.

### Menorca
| ← Eleccions al Parlament de les Illes Balears, Menorca 13 de juny de 1999 → |        |       |        |      |
| Circumscripció de Menorca (13 escons)                                       |        |       |        |      |
| Partit                                                                      | Vots   | %     | Escons | Dif. |
| Partit Popular (PP)                                                         | 13.287 | 40,33 | 6      | -1   |
| Partit Socialista de les Illes Balears (PSIB-PSOE)                          | 12.487 | 37,90 | 5      | +1   |
| Partit Socialista de Menorca (PSM-EN)                                       | 3.239  | 9,83  | 1      | =    |
| Esquerra de Menorca-Esquerra Unida (EM-EU)                                  | 2.390  | 7,25  | 1      | =    |
| Unión del Pueblo Balear (UPB)                                               | 576    | 1,75  |        |      |

A part, es varen recomptar 966 vots en blanc, que suposaven l'2,93% del total dels sufragis vàlids.

### Eivissa
| ← Eleccions al Parlament de les Illes Balears, Eivissa 13 de juny de 1999 → |        |       |        |      |
| Circumscripció d'Eivissa (12 escons)                                        |        |       |        |      |
| Partit                                                                      | Vots   | %     | Escons | Dif. |
| Partit Popular (PP)                                                         | 16.443 | 47,14 | 6      | -1   |
| Pacte Progressista d'Eivissa (PACTE)                                        | 16.161 | 46,33 | 6      | +1   |
| Unión Cívica Pitiusa (UCP)                                                  | 954    | 2,73  |        |      |
| Los Verdes-Grupo Verde (LV-GV)                                              | 643    | 1,84  |        |      |

A part, es varen recomptar 683 vots en blanc, que suposaven l'1,96% del total dels sufragis vàlids.

### Formentera
| ← Eleccions al Parlament de les Illes Balears, Formentera 13 de juny de 1999 → |       |       |        |      |
| Circumscripció de Formentera (1 escó)                                          |       |       |        |      |
| Partit                                                                         | Vots  | %     | Escons | Dif. |
| Coordinadora d'Organitzacions Progressistes (COP)                              | 1.536 | 55,57 | 1      | +1   |
| Agrupació Independent Popular de Formentera (AIPF)                             | 1.183 | 42,80 |        | -1   |

A part, es varen recomptar 45 vots en blanc, que suposaven l'1,63% del total dels sufragis vàlids.

## Diputats elegits

### Mallorca
- Jaume Matas i Palou (PP)
- Francisca Bennasar Tous (PP)
- Joan Verger Pocoví (PP)
- Jaume Font Barceló (PP)
- Rosa Estaràs Ferragut (PP)
- Fernando Piña Saiz (PP)
- Joan Flaquer Riutort (PP)
- Maria Salom Coll (PP)
- Joan Huguet i Rotger (PP)
- Antoni Pastor i Cabrer (PP)
- Pere Rotger Llabrés (PP)
- Gaspar Oliver Mut (PP)
- Margarita Isabel Cabrer González (PP)
- Margarita Capó Abrines (PP)
- Juan Antonio Ramonell Amengual (PP)
- José María González Ortea (PP)
- Pere Sampol Mas (PSM‐Entesa Nacionalista)
- Maria Antònia Vadell Ferrer (PSM‐Entesa Nacionalista)
- Damià Pons i Pons (PSM‐Entesa Nacionalista)
- Antoni Alorda Vilarrubias (PSM‐Entesa Nacionalista)
- Francesc Antich Oliver (PSOE)
- Francina Armengol Socías (PSOE)
- Catalina Mercedes Amer Riera (PSOE)
- Andreu Crespí Plaza (PSOE)
- Aina Maria Salom i Soler (PSOE)
- Celestí Alomar Mateu (PSOE)
- Antoni Diéguez Seguí (PSOE)
- Salvador Cànoves Rotger (PSOE)
- Maria Antònia Munar i Riutort (UM)
- Miquel Nadal i Buades (UM)
- Antoni Pascual Ribot (UM)
- Eberhard Grosske Fiol (Esquerra Unida‐Els Verds)
- Margalida Rosselló Pons (Esquerra Unida‐Els Verds)

### Menorca
- Guillem Camps Coll (PP)
- Maria Cerezo Mir (PP)
- José Simón Gornés Hachero (PP)
- Cristòfol Huguet Sintes (PP)
- Manuel Jaén Palacios (PP)
- Misericòrdia Sugrañes Barenys (PP)
- Joan Bosco Gomila Barber (PSM‐Entesa Nacionalista)
- Josep Portella Coll (Esquerra de Menorca (Esquerra Unida))
- Joana Barceló Martí (PSOE)
- Félix Fernández Terrés (PSOE)
- Miquel Gascón Mir (PSOE)
- Maria Lluïsa Dubon Petrus (PSOE)
- Tirs Pons Pons (PSOE)

### Eivissa
- Antoni Marí Calbet (PP)
- Pere Palau Torres (PP)
- Joan Marí Tur (PP)
- Neus Marí Marí (PP)
- Catalina Palau Costa (PP)
- Joan Marí Bonet (PP)
- Vicent Tur Torres (Pacte Progressista)
- Pilar Costa Serra (Pacte Progressista)
- Joan Buades i Beltran (Pacte Progressista)
- Sofia Hernanz Costa (Pacte Progressista)
- Francisca Tur Riera (Pacte Progressista)
- Josep Marí Ribas (Pacte Progressista)

### Formentera
- Santiago Ferrer i Costa (Coalició d'Organitzacions Progressistes)